# 谢晋 (1883年)
谢晋（1883年—1956年），字廓晋，男，湖南衡阳人，中国政治人物，曾任民革中央委员、民革湖南省委主任委员，湖南省政协副主席。